# Esther Kawaya
Esther Kawaya (* 20. Oktober 1958) ist eine ehemalige kenianische Sprinterin, die sich auf den 400-Meter-Lauf spezialisiert hat. 1987 gewann sie zwei Medaillen bei Afrikaspielen und 1984 wurde sie in Rabat Afrikameisterin in der 4-mal-100- und 4-mal-400-Meter-Staffel.

## Sportliche Laufbahn
Erste internationale Erfahrungen sammelte Esther Kawaya vermutlich im Jahr 1984, als sie bei den Afrikameisterschaften in Rabat mit der kenianischen 4-mal-100-Meter-Staffel in 46,18 s gemeinsam mit Joyce Odhiambo, Ruth Atuti und Mable Esendi die Goldmedaille gewann und auch mit der 4-mal-400-Meter-Staffel in 3:37,76 min gemeinsam mit Justina Chepchirchir, Ruth Atuti  und Mable Esendi siegte. Im Jahr darauf gewann sie bei den Afrikameisterschaften in Kairo mit der 4-mal-400-Meter-Staffel in 3:39,66 min gemeinsam mit Selina Jeruto, Mary Chemweno und Selina Chirchir die Silbermedaille hinter dem nigerianischen Team. 1987 schied sie bei den erstmals ausgetragenen Hallenweltmeisterschaften in Indianapolis mit 58,23 s in der ersten Runde im 400-Meter-Lauf aus. Im August gewann sie dann bei den Afrikaspielen in Nairobi mit der 4-mal-100-Meter-Staffel mit neuem Landesrekord von 45,24 s gemeinsam mit Geraldine Shitandayi, Ruth Waithera und Jane Wanja die Bronzemedaille hinter Nigeria und Ghana und sicherte sich mit der 4-mal-400-Meter-Staffel in 3:28,94 min gemeinsam mit Shitandayi, Florence Wanjiru und Francisca Chepkurui die Silbermedaille hinter den nigerianischen Team. Daraufhin kam sie bei den Weltmeisterschaften in Rom mit der 4-mal-400-Meter-Staffel mit 3:30,16 min nicht über den Vorlauf hinaus.
In den Jahren 1985 und 1986 wurde Kawaya kenianische Meisterin über 400 Meter sowie 1987 über im 200-Meter-Lauf.